# 한국만화박물관
한국만화박물관(Korea Manhwa Museum)은 경기도 부천시 원미구 영상문화단지 안에 있는 박물관이다.

## 연혁
- 2001년 10월 12일 개관

## 시설 현황
총 4층으로 구성되어있으며 2층 만화도서관은 무료공간이고 3,4층은 상설전시관으로 유료입장 공간이다. 부천국제만화축제 기간 중에는 축제 입장료를 통해서 입장 가능하다.
- 1층 : 매표소·안내데스크·만화영화 상영관
- 2층 : 만화 도서관
- 3층, 4층 : 상설 전시관·3D 상영관·기획 전시관

## 관람 안내
- 관람시간: 10:00 ~ 18:00 (17:00까지 입장)
- 휴관일: 매주 월요일, 1월 1일, 설·추석 당일 및 그 전날